# جيمس إي. روجرز
جيمس إي. روجرز (بالإنجليزية: James E. Rogers)‏ هو محامي في القانون ومحامي أمريكي، ولد في 15 سبتمبر 1938 في لويفيل في الولايات المتحدة، وتوفي في 14 يونيو 2014 في لاس فيغاس في الولايات المتحدة بسبب سرطان.